# Andy Robustelli
Andy Robustelli (6 de dezembro de 1925 – 31 de maio de 2011) foi um jogador de futebol americano estadunidense que foi campeão da temporada de 1956 da National Football League jogando pelo New York Giants.